# Sniježnica (Teočak)
Pour les articles homonymes, voir Sniježnica.
Sniježnica (en cyrillique : Снијежница) est un village de Bosnie-Herzégovine. Il est situé dans la municipalité de Teočak, dans le canton de Tuzla et dans la fédération de Bosnie-et-Herzégovine. Selon les premiers résultats du recensement bosnien de 2013, il compte 1 709 habitants.

## Géographie
Le village est situé sur la rive orientale du lac de Sniježnica.

## Démographie

### Évolution historique de la population dans la localité
| 1948 | 1953 | 1961 | 1971  | 1981  | 1991  | 2013  |
| ---- | ---- | ---- | ----- | ----- | ----- | ----- |
| -    | -    | 948  | 1 160 | 1 417 | 1 573 | 1 709 |

|  |